# 寺田礼子
寺田 礼子（てらだ あやこ、1982年6月13日 - ）は、元札幌テレビ放送 (STV) のアナウンサー。

## 来歴
東京都出身。幼少期の6年間をアメリカ合衆国で過ごす。TOEICは930点・実用英語技能検定準1級。
国際基督教大学高等学校・青山学院大学卒業、2005年4月に札幌テレビに入社。同期の藤井孝太郎・藤本晶子・宮田愛子とともに、同局のアナウンサーになる。
結婚を機に、2010年3月31日付で同社退社。後に長女を出産した。
その後2014年に英会話教室を開業し、英会話講師を行う一方で結婚後の本名「市川礼子」名義でフリーランスでMC・アナウンサーも行っており、2021年には東京オリンピック・パラリンピックにてそれぞれセーリング・シッティングバレーボールのフィールドアナウンスを担当した。
2021年10月19日にはどさんこワイドに約11年ぶりにゲスト出演。「電話でお絵かきですよ!」コーナーにて同番組30周年記念の「歴代アシスタントウィーク」の一人として描画出題を行った。

## 担当番組

### テレビ番組
- アナ斬りっ（札幌テレビ、2005年6月23日）
- 朝6生ワイド（札幌テレビ） - 「水曜とっておき！」のコーナー担当（2005年9月7日）、「絶品！とりよせ隊!!」のコーナー担当（2005年10月19日）
- おしえて!北のなるほ堂（札幌テレビ、2005年9月11日）
- どさんこサンデー（札幌テレビ）[4] - アシスタント（2005年10月2日 - 2006年9月24日）
- きらきらベスト（札幌テレビ[4]、2006年4月1日 - 9月）
- どさんこワイド180 → どさんこワイド179（札幌テレビ）[4] - 木曜・金曜担当（2006年10月2日 - 2010年3月26日）
- Dスポーツ → ぞっこん!スポーツ[4]（札幌テレビ、2006年10月 - 2010年3月）
- サタデーバリューフィーバー 女子アナ戦隊12レンジャー（日本テレビ） - 日本ハムレンジャー 役[11]（2007年9月8日）
- 創立50周年記念番組 STVカップジャンプ（札幌テレビ）[4] - ナビゲーター（2008年1月13日）
- 創立50周年記念番組 FISワールドカップジャンプ札幌大会（札幌テレビ）[4] - ナビゲーター（2008年2月3日）

### ラジオ番組
- ニュースのトビラ（STVラジオ、2005年10月8日 - 2006年4月1日）
- スーパーヒットチャートなまらん（STVラジオ） - 代理出演（2006年1月19日・20日）
- ヒートアップミュージック（STVラジオ[4]、2006年4月3日 - 降板時期不詳）
- オハヨー!ほっかいどう（STVラジオ）[4] - 金曜担当（2006年4月7日 - 9月）
- オハヨー!土曜日（STVラジオ[4]、2006年4月 - 9月）
- かわさきDOWNSTREAM（かわさきFM）[12]
- アクセスかわさき930（かわさきFM）[13]